# Chamaesphecia mysiniformis
Chamaesphecia mysiniformis is een vlinder uit de familie wespvlinders (Sesiidae), onderfamilie Sesiinae.
De wetenschappelijke naam van de soort is voor het eerst geldig gepubliceerd door Boisduval in 1840. De soort komt voor in het Palearctisch gebied.